# Richia serana
Richia serana là một loài bướm đêm trong họ Noctuidae.